# Hildesheim
Hildesheim je historické město v severním Německu, asi 30 km JV od Hannoveru. Ve městě je univerzita a katolické biskupství, románský dóm a kostel sv. Michala jsou na Seznamu světového dědictví UNESCO.

## Dějiny
Město vzniklo při brodu přes řeku Innerste, roku 815 zde bylo založeno biskupství a kolem roku 1000 vybudoval biskup Bernward dóm, z něhož se mnohé dodnes zachovalo. Kolem roku 1200 se město rozrostlo o další čtvrti a kolem 1240 bylo biskupství povýšeno na říšské knížectví. Kolem 1250 si město na biskupovi vymohlo samosprávu, roku 1367 se stalo členem Hanzy a roku 1542 přešla část města k reformaci. 
Roku 1803 byly zdejší kláštery zrušeny a jejich majetky sekularizovány, roku 1813 připadl Hildesheim Hannoverskému království a s ním roku 1866 Prusku. Roku 1868 byl na blízkém Galgenbergu nalezen Hildesheimský poklad římského stolního stříbra z 1. století. Město bylo připojeno na železnici a roku 1908 zde byla spuštěna první automatická telefonní ústředna v Evropě. V březnu 1945 byla velká část města zničena při plošném náletu. Od roku 1978 je v Hildesheimu vysoká škola, od roku 1989 univerzita.

## Památky
Střed města, postižený bombardováním, je dnes většinou moderní, jen historické náměstí bylo z větší části obnoveno v původní podobě. Severozápadní a jižní část historického města, kde je také dóm a kostel sv. Michala, utrpěly méně a zachovalo se zde i hodně historických hrázděných domů.
- Katedrála Nanebevzetí Panny Marie z roku 872, přestavěná kolem roku 1000, je trojlodní románská bazilika a byla po válce obnovena ve své původní podobě, jižní a severní kaple jsou gotické. V dómu jsou i další památky na biskupa Bernwarda (kolem roku 1000): vrata s bronzovými deskami, bronzový sloup se scénami z života Kristova a bronzová křtitelnice. K dómu přiléhá kvadratura z téže doby, kde je dnes dómské muzeum s Bernwardovým evangeliářem a dalšími cennými předměty. Dómská knihovna patří k nejvýznamnějším v severním Německu. V letech 2010–14 bude dóm kvůli restaurování uzavřen. U presbytáře roste tisíciletá růže, která přežila všechny katastrofy a je znamením města. V sousedním kostele sv. Antonína je od roku 1960 bohatý renesanční lettner, původně umístěný v dómu.
- Kostel sv. Michaela (luteránský) s kryptou je vystavěn v otonském slohu počátkem 11. století a se svými věžemi je také nejznámějším symbolem města; po roce 1945 musel být vystavěn téměř znovu. Uvnitř je nástropní freska z poloviny 13. století a románská chórová lavice.
- Kostel sv. Godeharda, původně klášterní, z let 1133–1172 se začal stavět ihned po svatořečení tohoto hildesheimského biskupa a zdejšího mnicha. Byl při náletu jen mírně poškozen a zachoval se v původní podobě.
- Městský gotický kostel sv. Ondřeje (Andreaskirche, od roku 1542 luteránský) z let 1389–1504 stojí blízko náměstí na místě staršího z roku 1140, z něhož se zachovala dolní část věže. Výrazná věž má 114 metrů a patří k nejvyšším v Německu.
- Gotický kostel sv. Jakuba z let 1503–1514 je jednolodní a byl při náletu silně poškozen.
- Při gotickém kostele sv. Magdalény na břehu řeky se zachovala krásná barokní zahrada.
- Vedle dómského muzea je v Hildesheimu Roemer- und Palizaeus-Museum s vynikající sbírkou staroegyptského a peruánského sochařství.
- V severní části města jsou zříceniny středověkého hradu Steuerwald s kaplí.

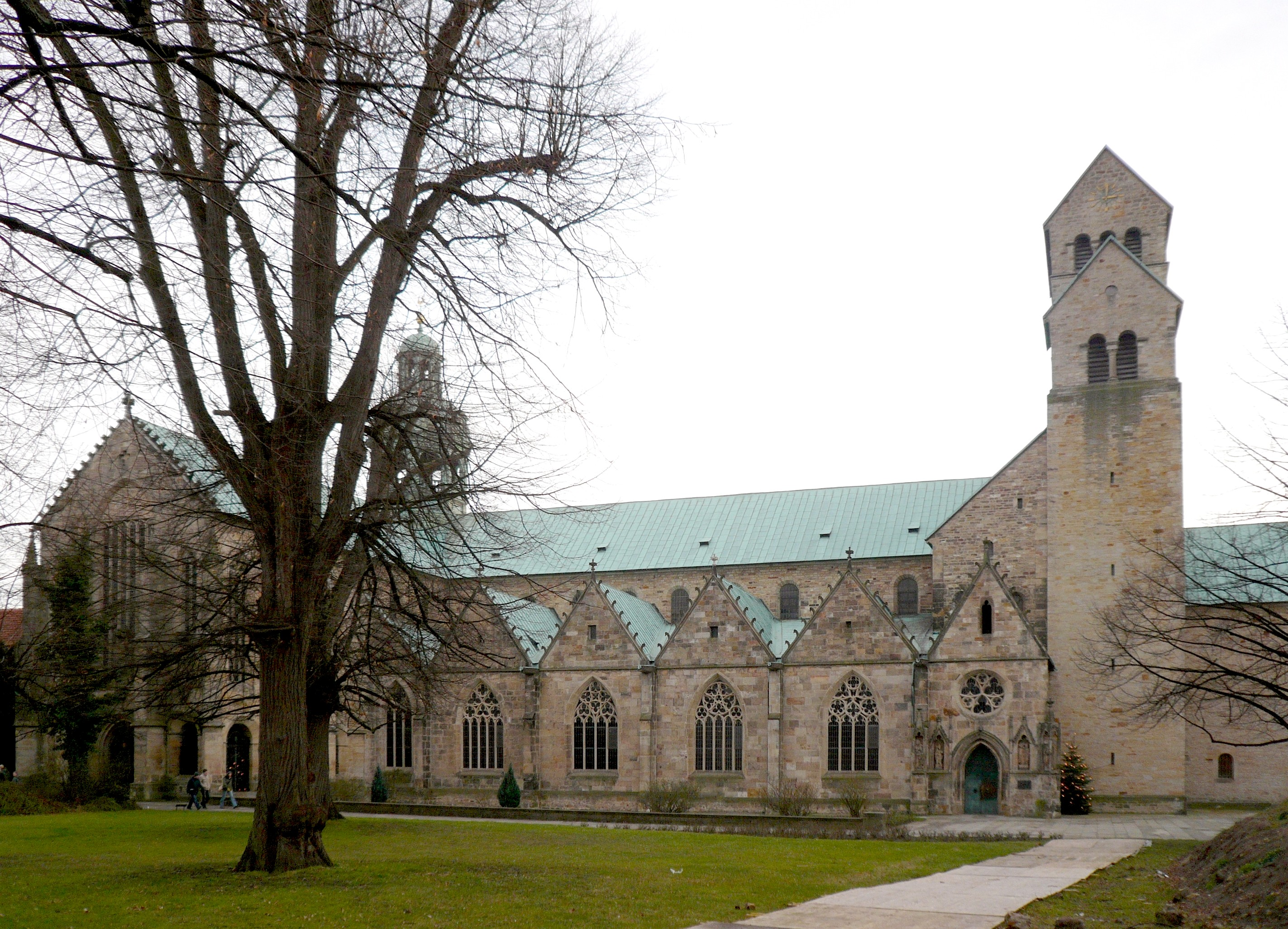
Katedrála od severu
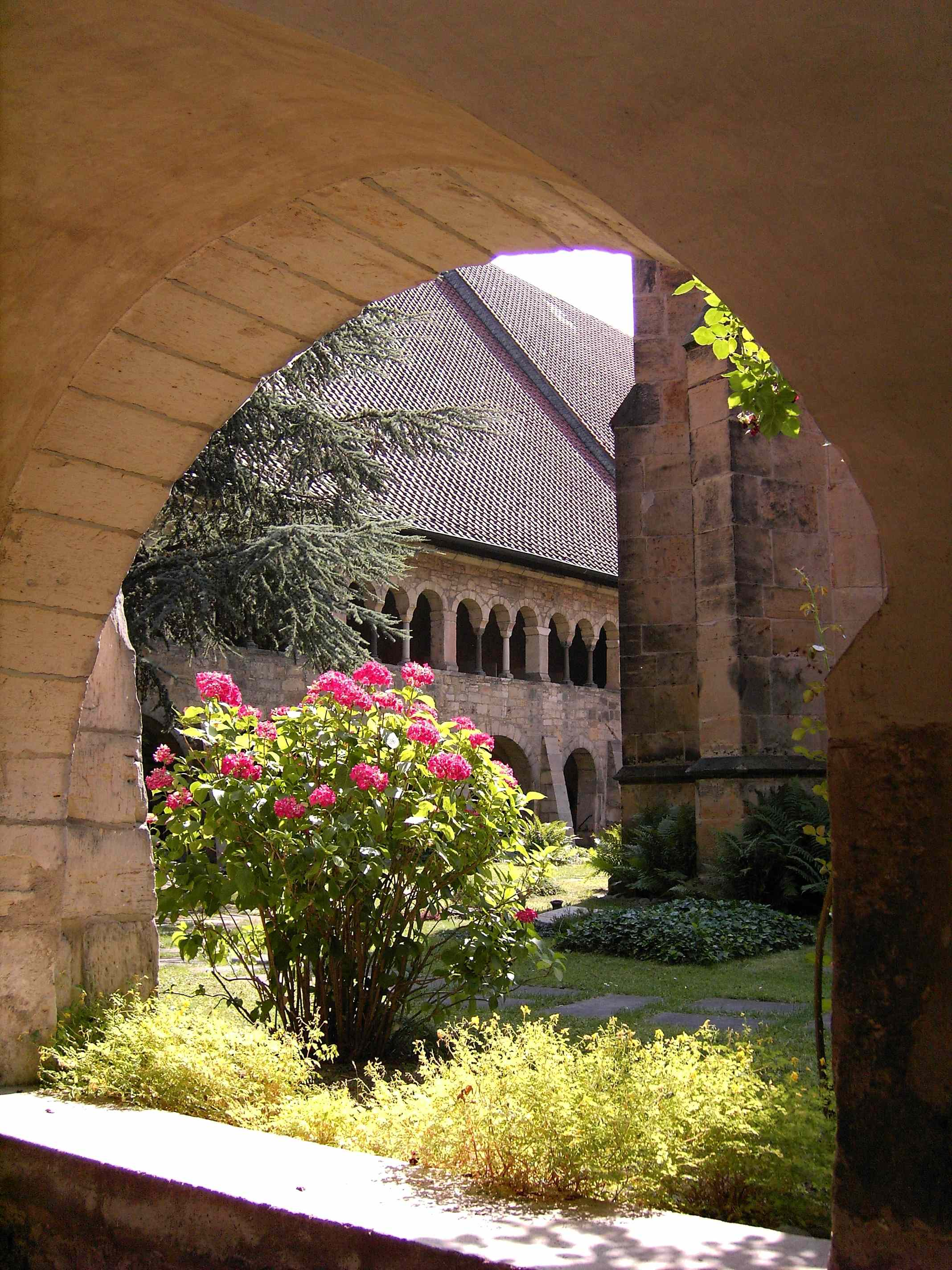
Rajský dvůr u dómu
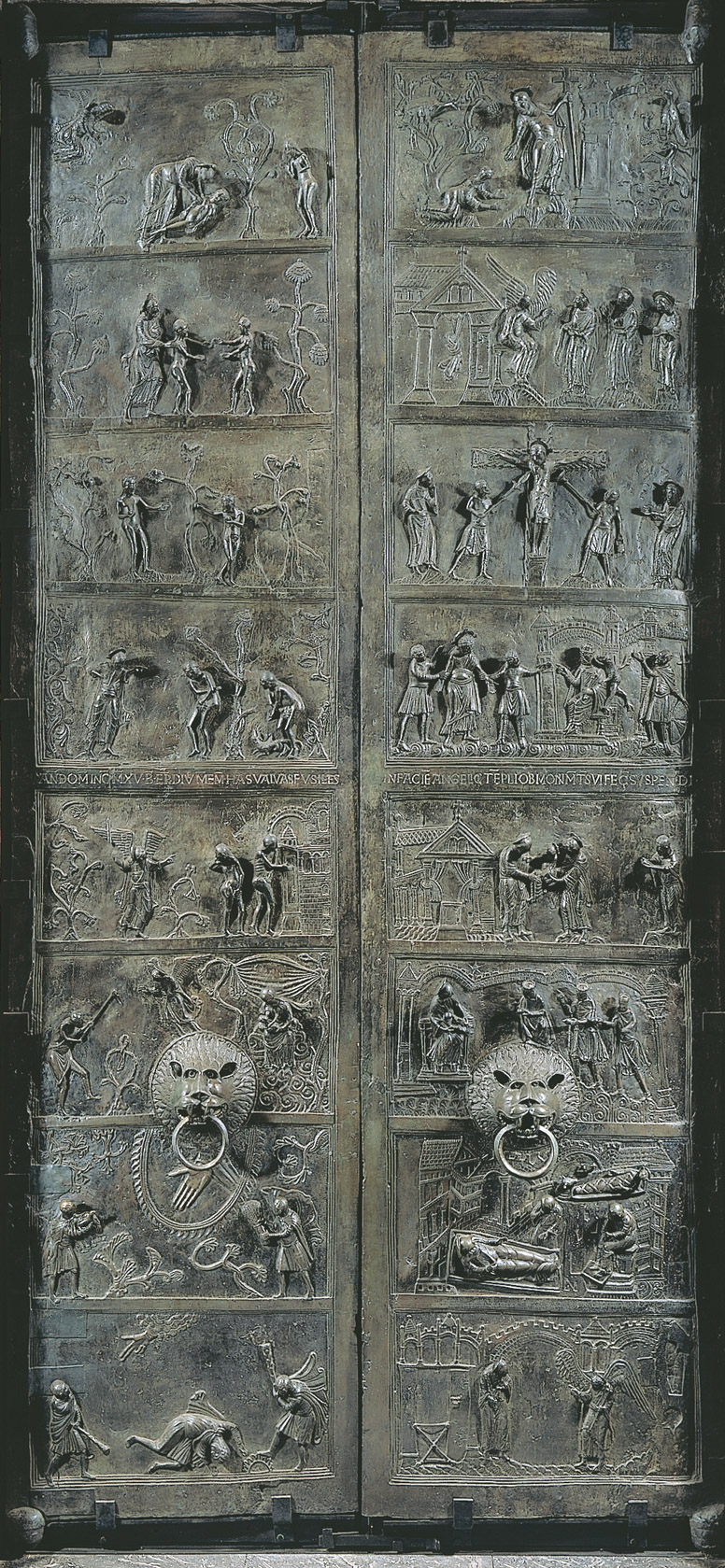
Bernwardova vrata
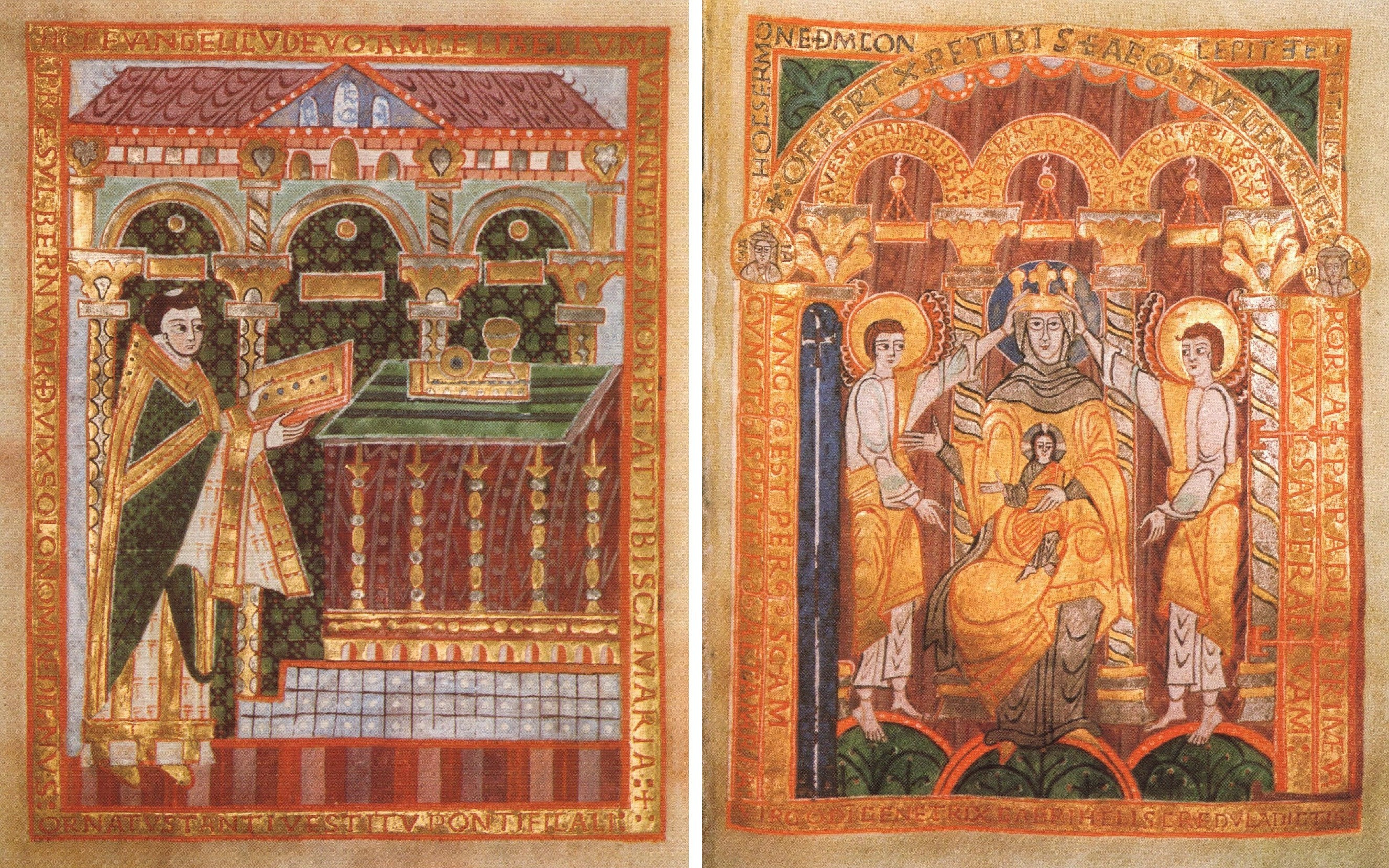
Bernwardův evangeliář, věnovací stránky
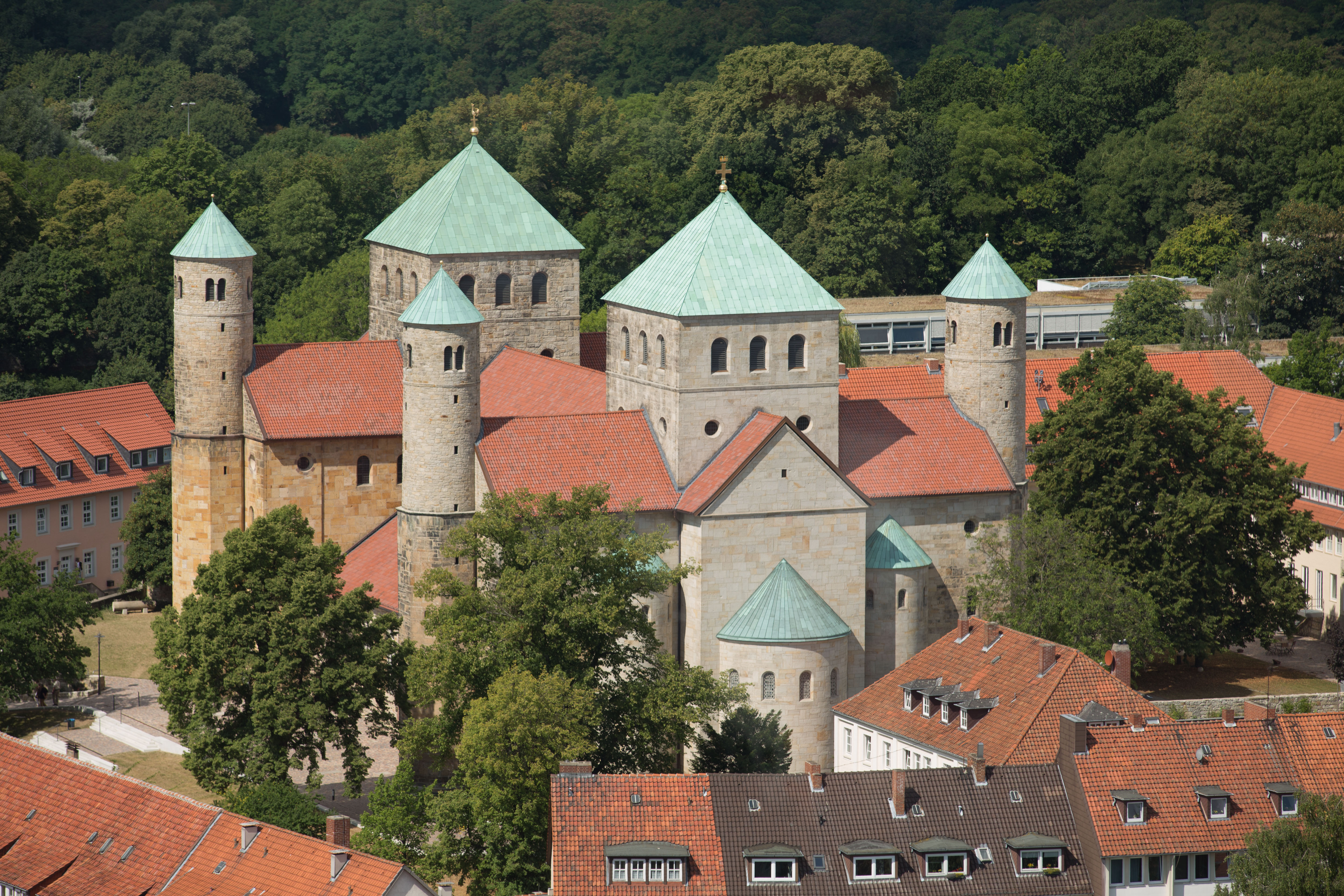
Kostel sv. Michaela
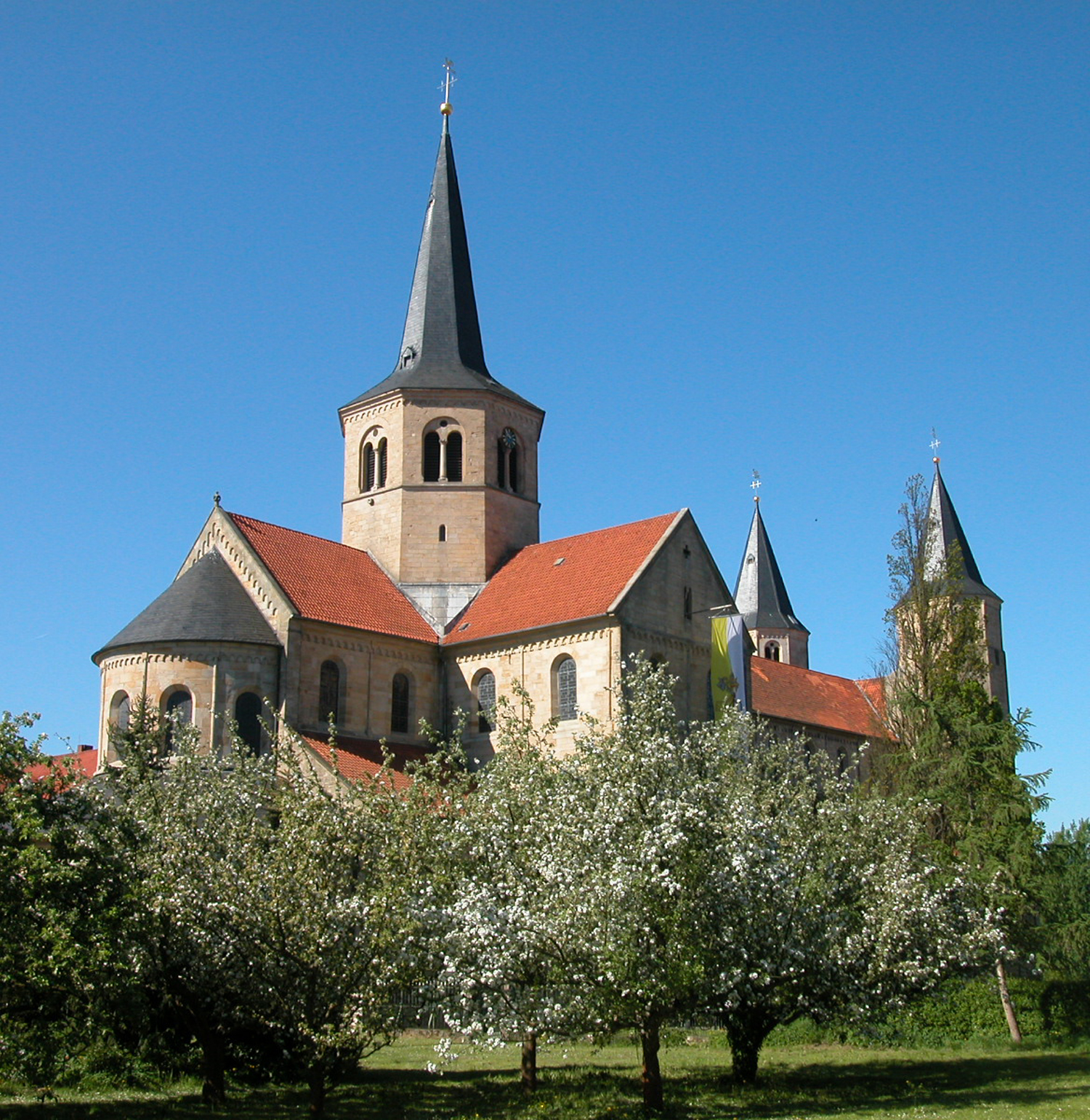
Kostel sv. Godeharda
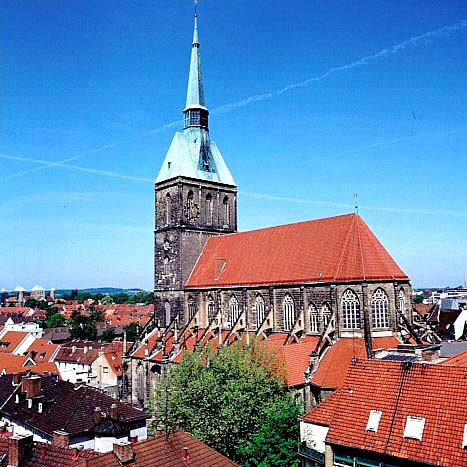
Kostel sv. Ondřeje
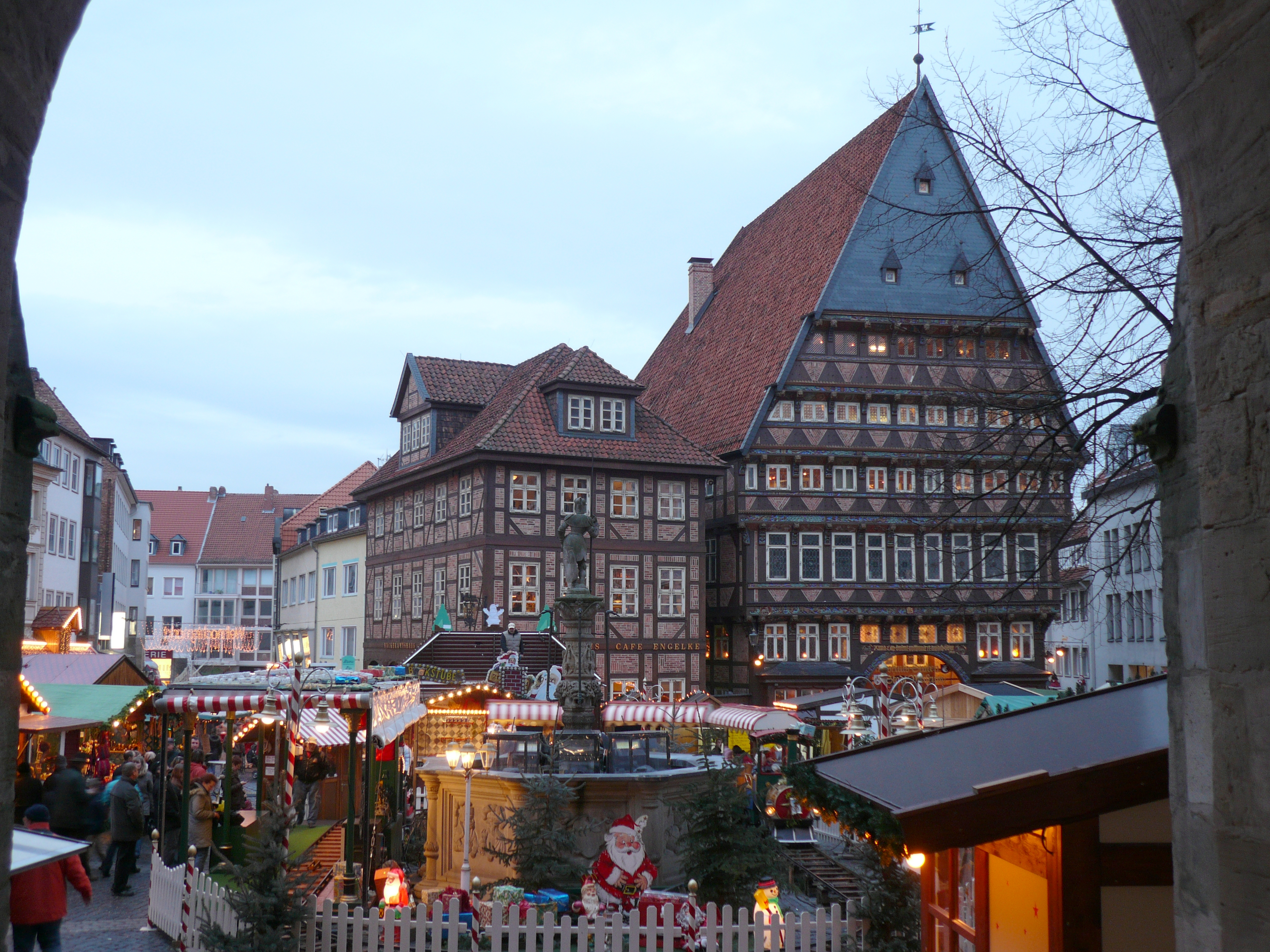
Vánoční trh na náměstí

## Doprava
Hildesheim leží na dálnici A 7 a na hlavní železniční trati Kassel – Berlín a je uzlem několika dalších tratí. Městskou dopravu zajišťují autobusy a Hildesheim je napojen příměstskou železnicí do Hannoveru. Na sever od města leží menší civilní letiště.

## Osobnosti města
- Svatý Gothard (960–1038), benediktinský mnich, opat a biskup v Hildesheimum
- Didrik Pining (asi 1428–1491), německý mořeplavec a dobrodruh
- Ludolph van Ceulen (1540–1610), matematik
- Georg Philipp Telemann (1681–1767), hudební skladatel a varhaník
- Adolf Bertram (1859–1945), římskokatolický teolog, kardinál, biskup v Hildesheimu, arcibiskup vratislavský a kníže niský
- Hans Adolf Krebs (1900–1981), německým, později anglický lékař a biochemik
- Oskar Schindler (1908–1974), německý obchodník, zachránce 1 200 Židů před holocaustem
- Rudolf Schenker (* 1948), kytarista a zakladatel hudební skupiny Scorpions
- Holger Apfel (* 1970), politik

## Partnerská města
- Al-Minya, Egypt, 1975
- Angoulême, Francie, 1965
- Gelendžik, Rusko, 1992
- Halle, Německo, 1990
- Padang, Indonésie, 1988
- Pavia, Itálie, 2000
- Weston-super-Mare, Spojené království, 1983

## Fotogalerie

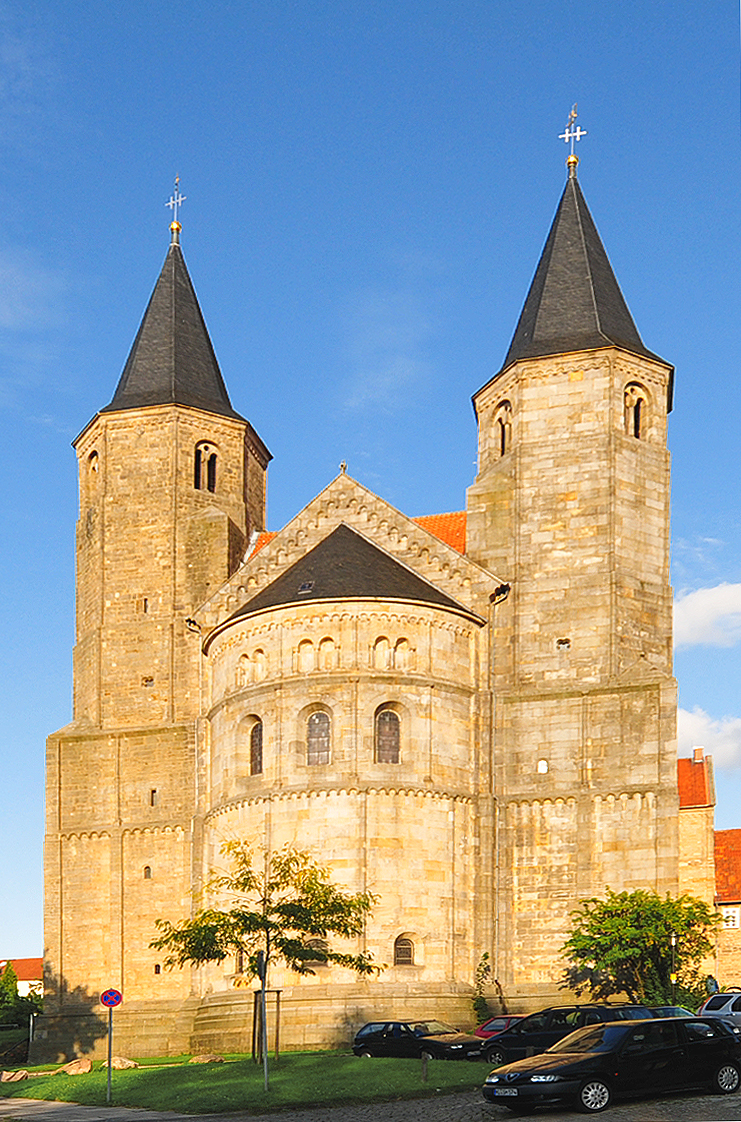
Kostel sv. Godeharda
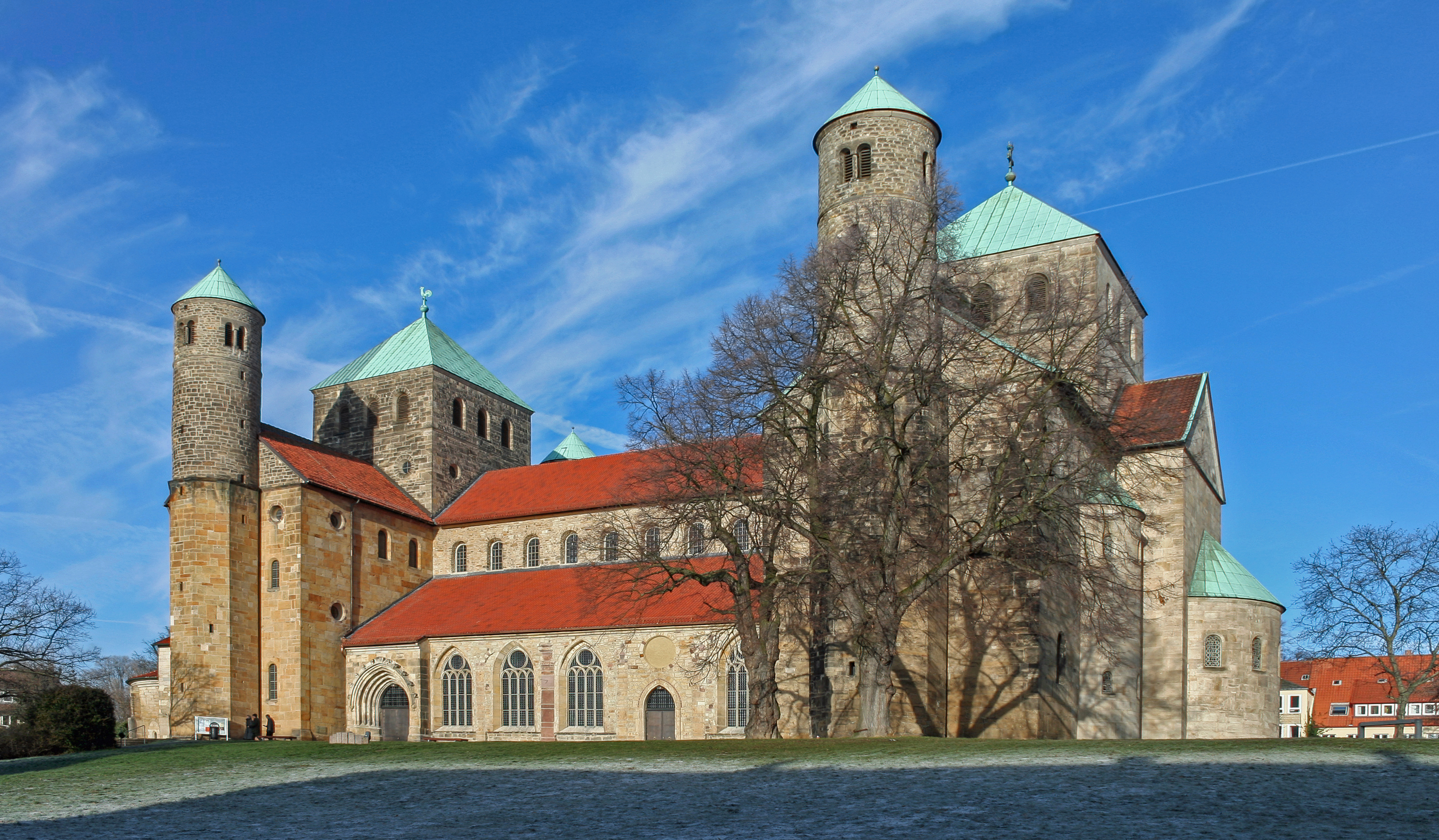
Kostel sv. Michala
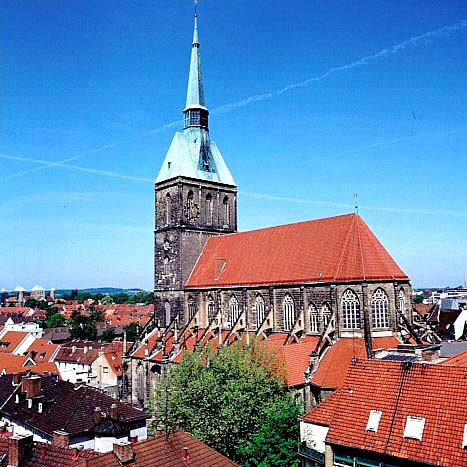
Kostel sv. Ondřeje
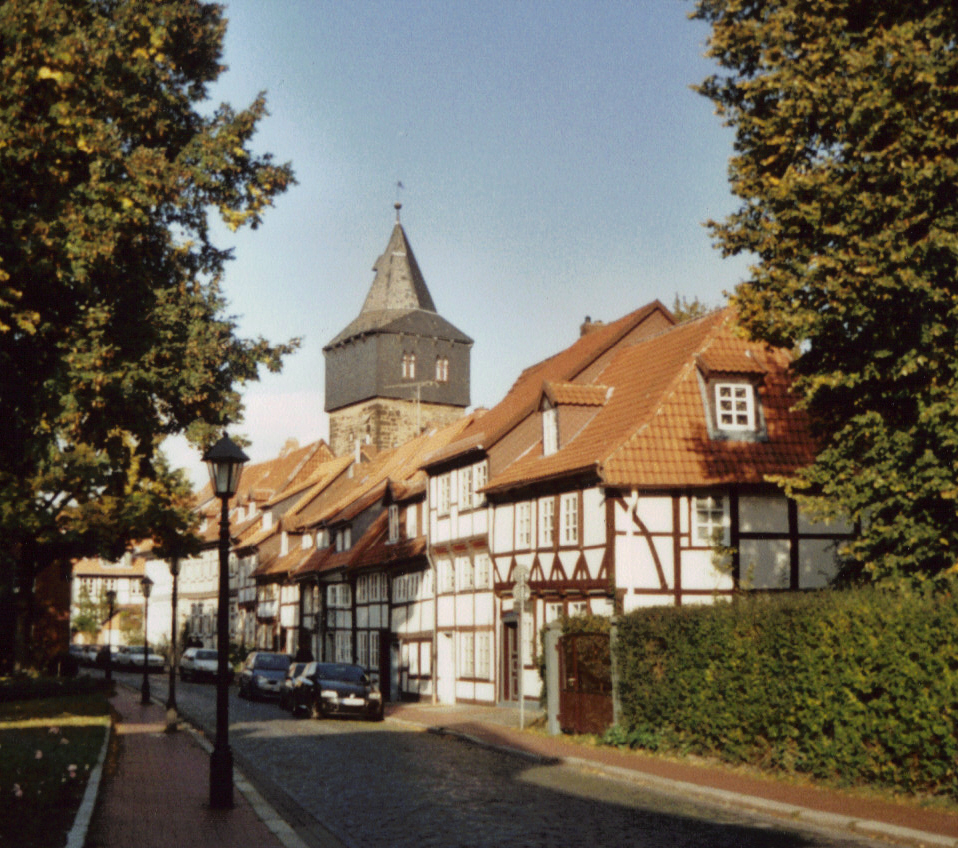
Lappenberg